# Obereinzingen

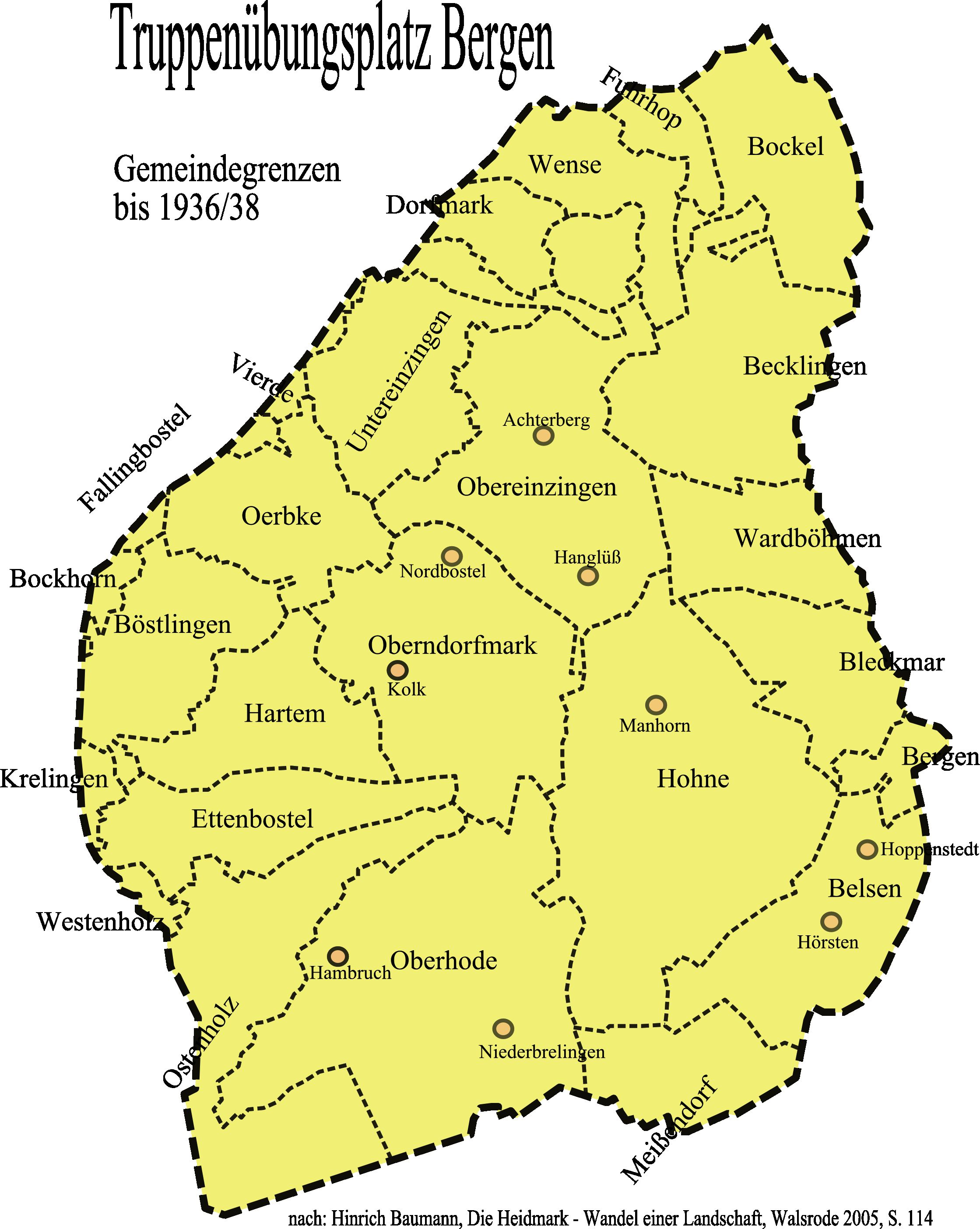
Ober- und Untereinzingen lagen im Nordwesten des Truppenübungsplatzes Bergen

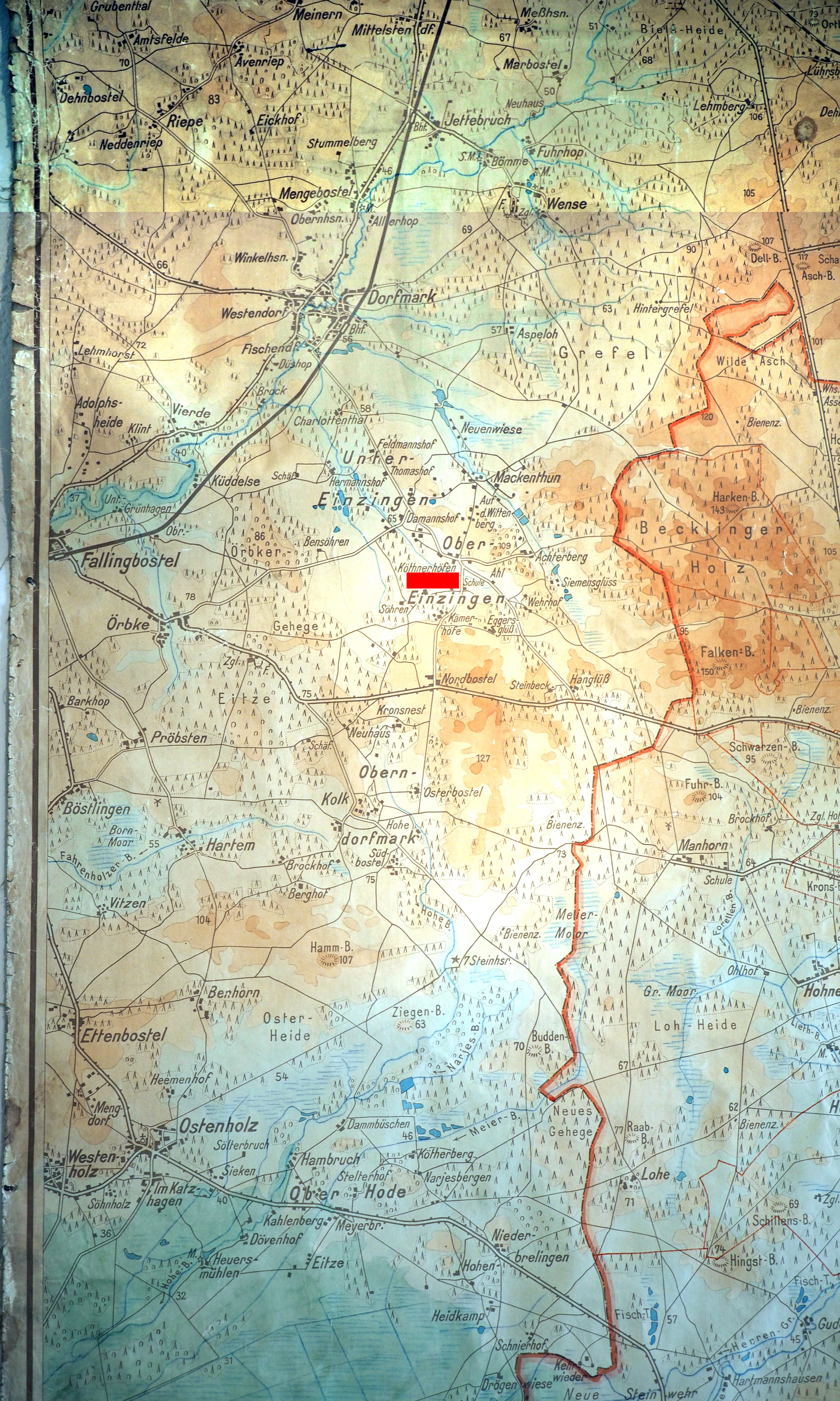
Historische Karte der Ostheidmark

Obereinzingen ist eine Gemarkung des gemeindefreien Gebietes Osterheide im Landkreis Heidekreis, in der Lüneburger Heide (Niedersachsen). 

## Geschichte
Obereinzingen war der Sammelname einer Gemeinde in der Ostheidmark im Altkreis Fallingbostel. Viele Einzelhofsiedlungen waren in der Ostheidmark typisch. Sie bildeten die Gemeindenamen unter einem Sammelbegriff. Zu Obereinzingen gehörten u. a. Hanglüß, Steinbeck, Eggersglüß, Siemensglüß (Hof und ab 1889 auch eine Streichholzfabrik), Ahl, Achterberg (Gut und Erholungsheim), Mackenthun, Auf dem Wittenberg, Kl. Bockel, Kämerhöfen, Köthnerhöfen und der Wehrhof.
Die Gemeinde gehörte zum Kirchspiel Dorfmark. Die Gesamtgröße des Gemeindegebietes betrug 1993 Hektar. Im Zuge der Errichtung des Truppenübungsplatzes Bergen erfolgte vom Sommer 1935 bis Mai 1936 die Umsiedlung der Bevölkerung und Räumung des gesamten Gebietes. Die Hofbesitzer wurden entschädigt, die Gebäude wurden zum größten Teil abgerissen.
Obereinzingen ging zusammen mit Untereinzingen aus der vorherigen Ortschaft Einzingen hervor, die ursprünglich aus den drei Höfen Dammanshof, Cohrshof und Ehlershof (heute Untereinzingen) bestand. Erst nach dem Dreißigjährigen Krieg wurde es in die obere und untere Bauernschaft getrennt. Im Hoyaer Urkundenbuch findet sich ein Eintrag, nach dem bereits am 10. Februar 1344 ein „hof zu einzige“ existierte. 
Am 21. Januar 1736 stellten die Einwohner ein Gesuch, sie wollten einen eigenen Schulmeister im Ort haben. Die Kinder gingen bis dahin nach Dorfmark in die Schule und hatten einen sehr weiten Weg dorthin. Dem Gesuch wurde stattgegeben. Als erster Schulmeister wird Carsten Hormann genannt. 1750 kam dann Wilhelm Buchhop als Lehrer an die Schule. Ein eigenes festes Schulgebäude war nicht vorhanden. Im jährlichen Wechsel wurde in der Wohnung von einem der 28 Vollhöfe der Unterricht abgehalten. Der Lehrer wohnte dort auch. Er hatte eine eigene Kammer, ein eigenes Bett und freies Mittagessen. 1821 sind 43 Schüler notiert. 1854 wurde ein erstes eigenes Schulhaus errichtet. 1876 musste dieses bereits ausgebaut und 1902 umgebaut werden. 1916 ist mit 96 Schülern die höchste Schülerzahl notiert. 1922 wurde ein zweiter Klassenraum und eine Wohnung für einen „unverheirateten Lehrer“ errichtet. Der „Heidedichter“ Heinrich Eggersglüß (1875–1932) besuchte diese einklassige Schule, bevor er später nach Dorfmark in die Schule ging.

### Einwohnerentwicklung
Ober- und Untereinzingen hatten folgende Einwohnerentwicklung:

1770 – 245 Einwohner

1826 – 377 Einwohner

1933 – 709 Einwohner

Ehemals Obereinzingen
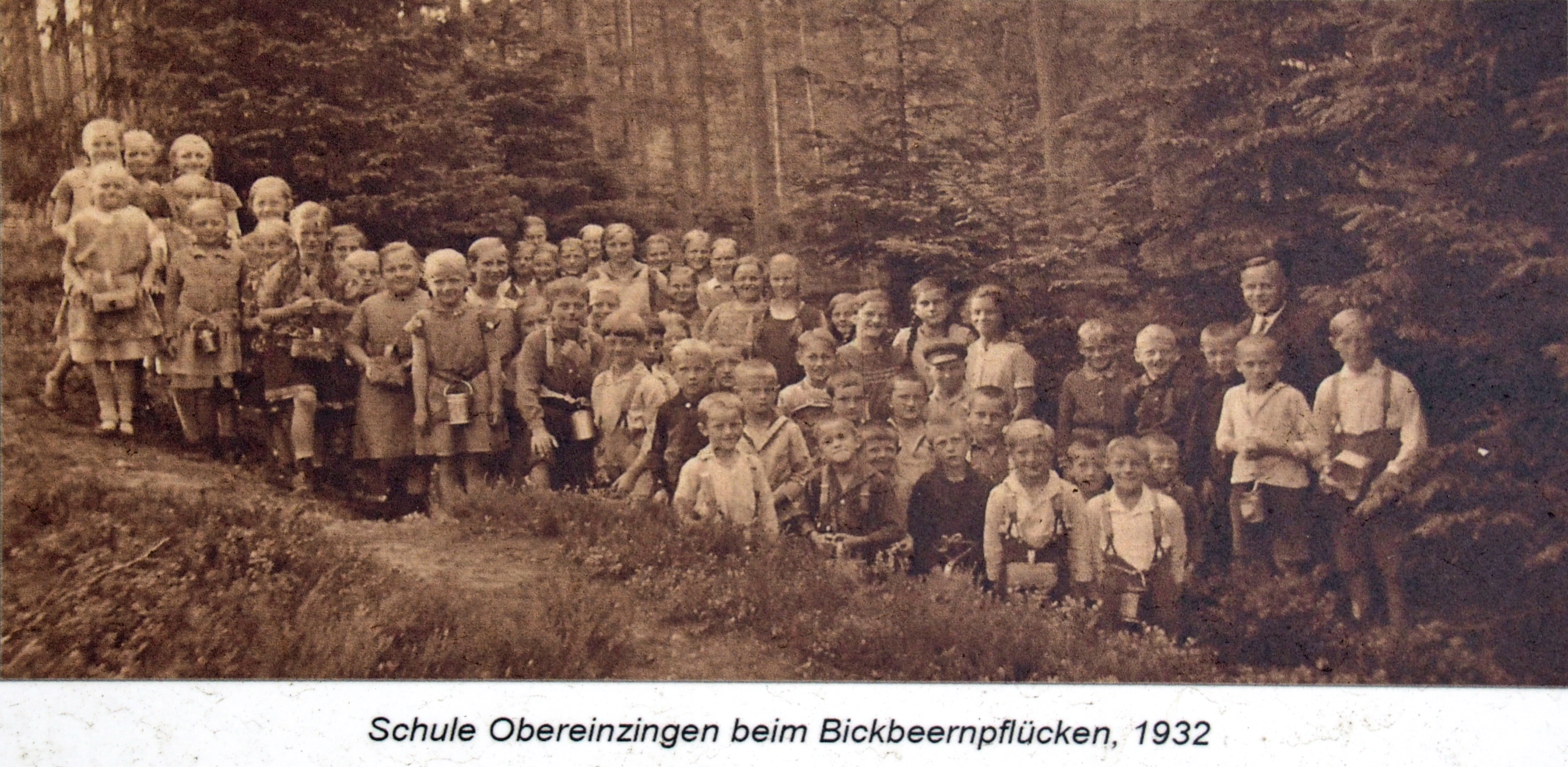
Schüler der Schule Obereinzingen 1932
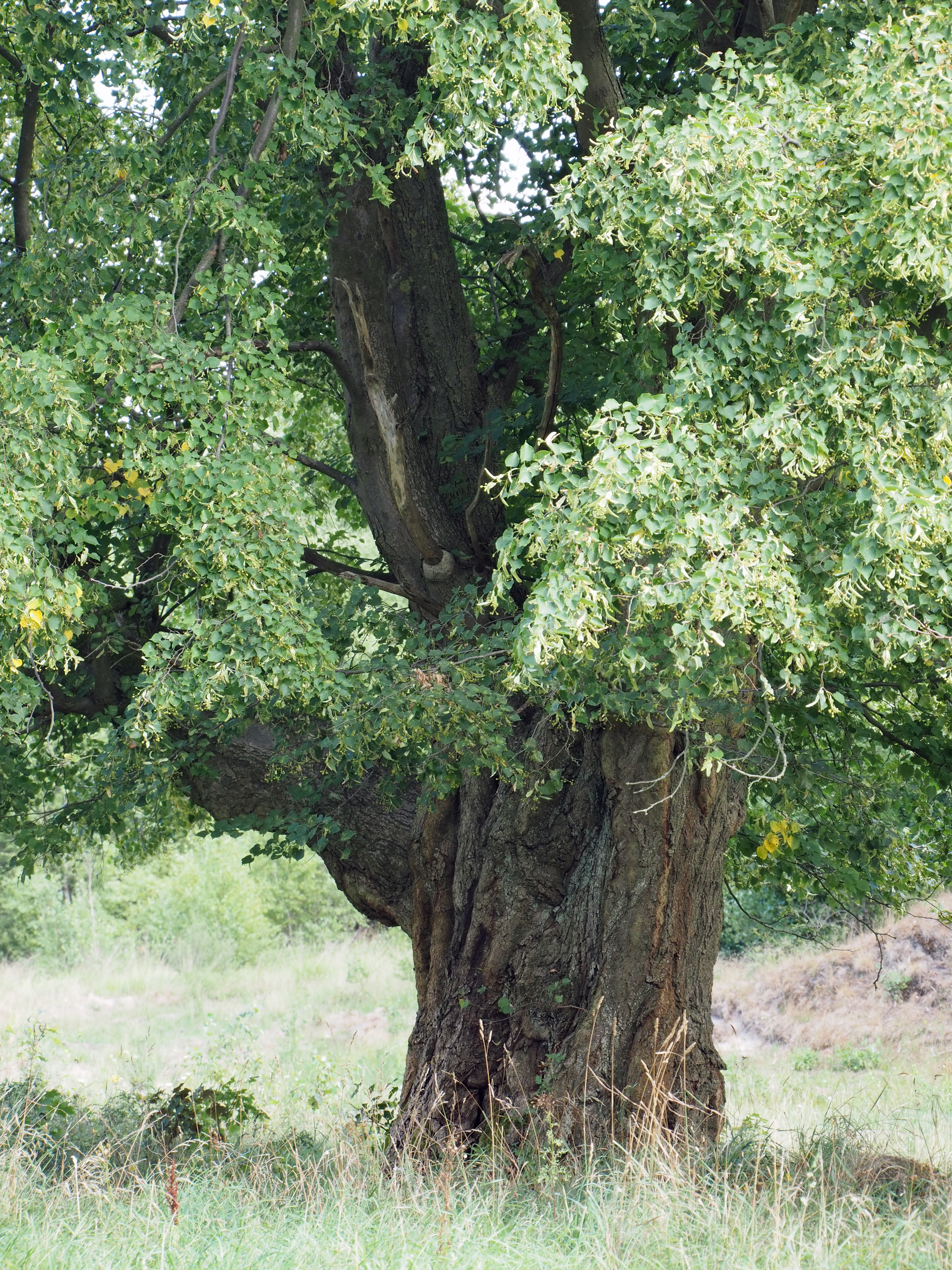
Alte Linde, ehemals „Auf dem Wittenberg“
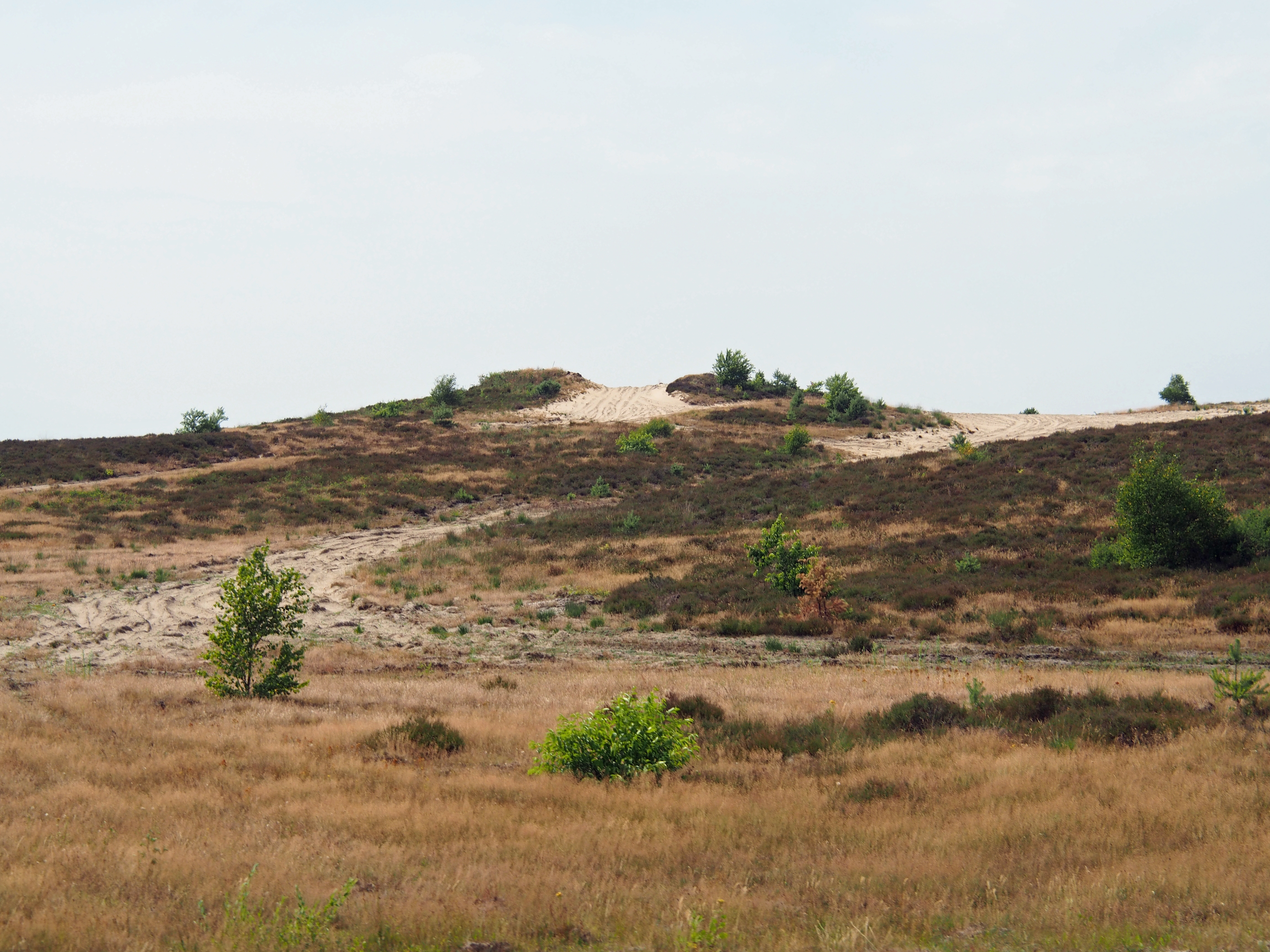
Fundort des „Riesen von Hanglüß“
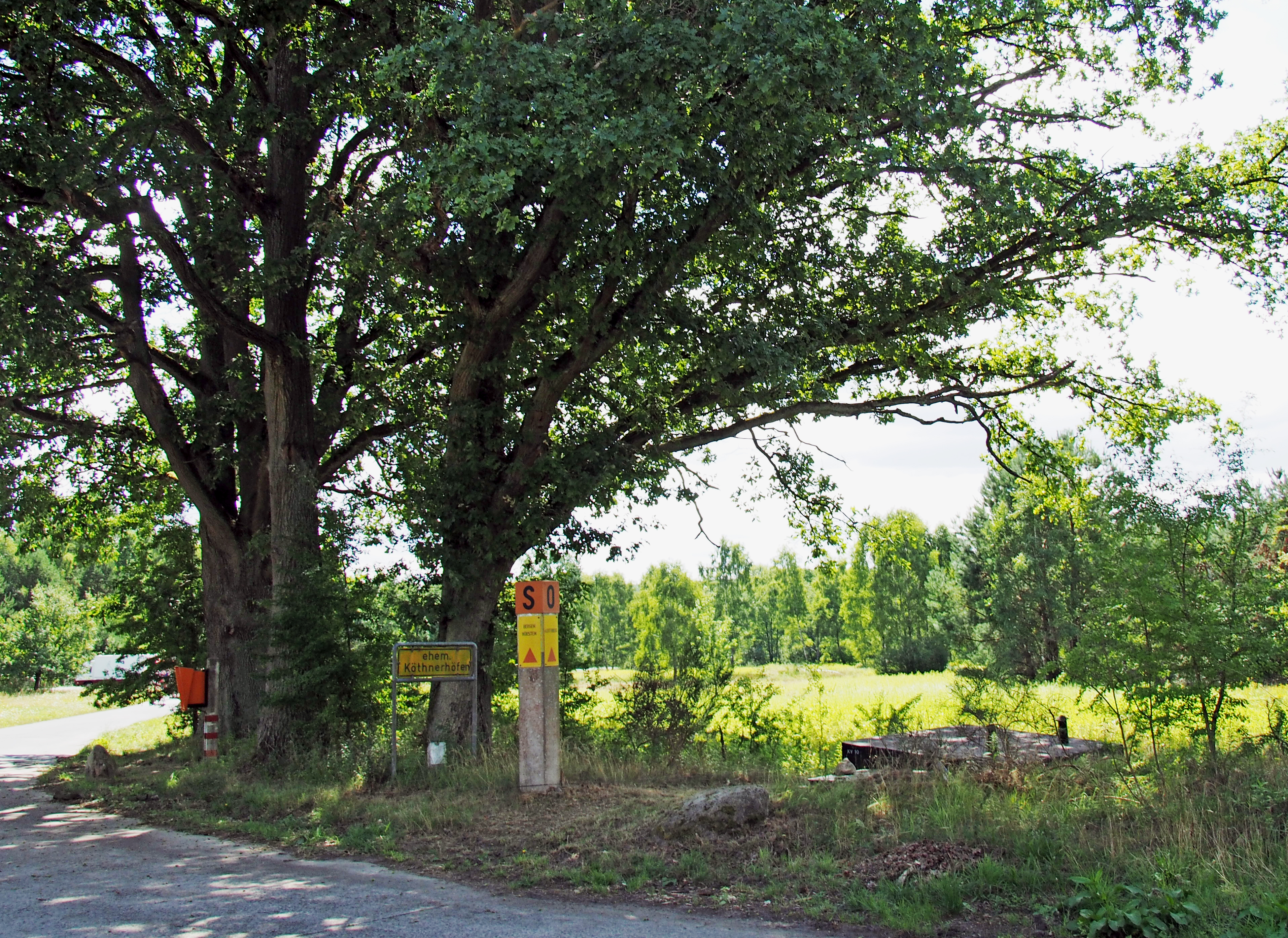
Ehemals „Köthnerhöfen“
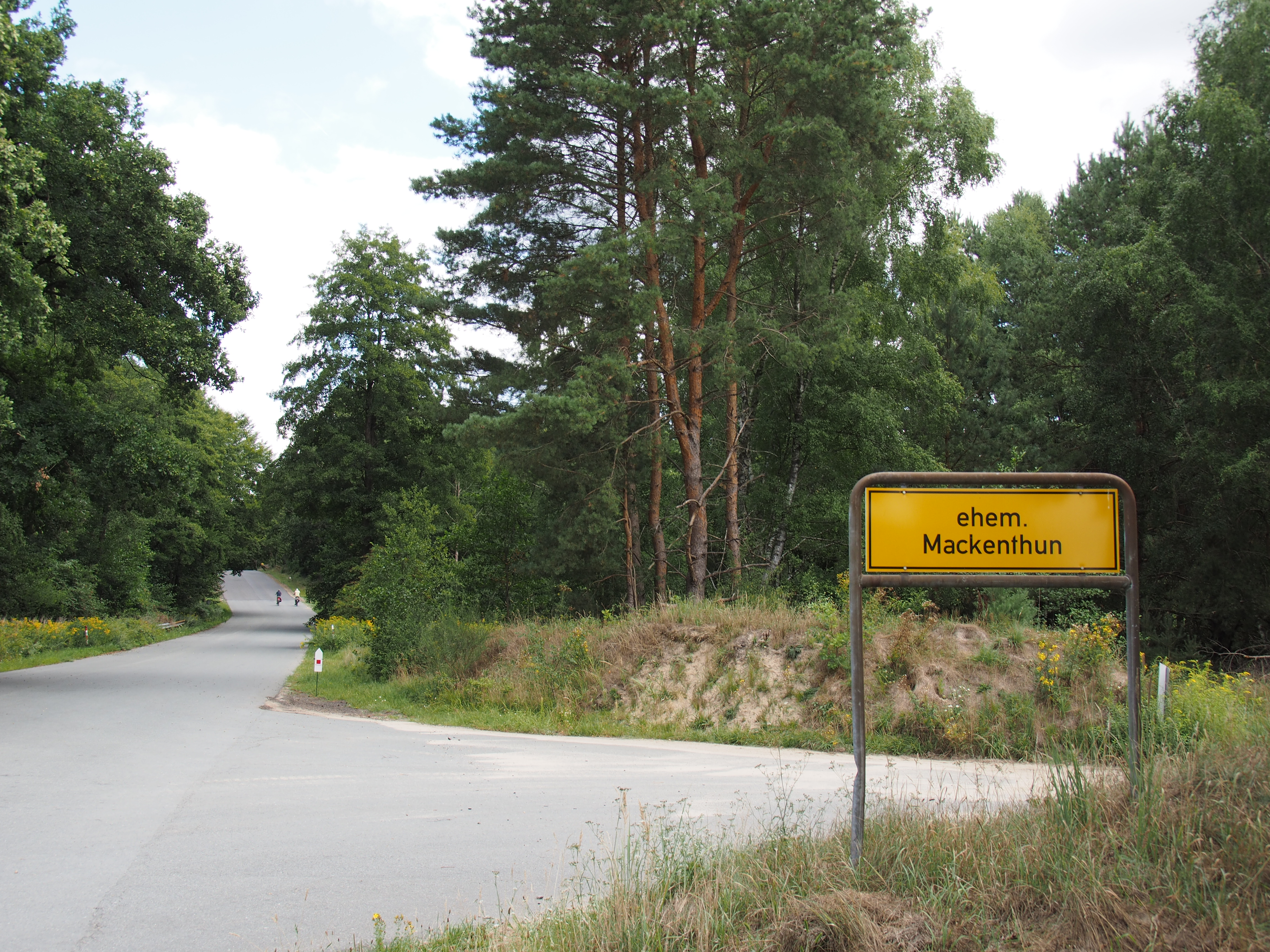
Wüstung Mackenthun

In Dorfmark befindet sich ein Denkmal zu Ehren der Gefallenen des Ersten Weltkriegs aus den damaligen Ortschaften Ober- und Untereinzingen.

## Söhne und Töchter des Ortes
- Fritz Küster (1889–1966), Pazifist und Publizist

## Einzelbelege
1. ↑  Hans Stuhlmacher: Die Heidmark. Louis Scheling, Walsrode 1939, S. 208.
2. ↑  Gefallenen-Ehrenmal Ober- und Untereinzingen

Koordinaten: 52° 51′ N, 9° 48′ O